# Festival de Sanremo 2023
La 73e édition du Festival de Sanremo se tient au Théâtre Ariston de la ville de Sanremo en Ligurie, du mardi 7 au samedi 11 février 2023. Elle est présentée par Amadeus et Gianni Morandi. Le gagnant du Festival possède, selon le règlement, le droit de préemption pour représenter l'Italie au Concours Eurovision de la chanson 2023.
Le Festival est remporté par Marco Mengoni avec sa chanson Due vite.

## Format
Pour la quatrième édition consécutive, Amadeus est aux commandes de l'émission, accompagné cette fois du chanteur Gianni Morandi, arrivé troisième lors de l'édition précédente.

## Participants
Vingt-huit artistes participent à cette édition. Les vingt-deux premiers sont annoncés le 4 décembre 2022, tandis que les six autres sont les six premiers de l'édition 2022 de Sanremo Giovani,.
| Artiste              | Chanson                  | Auteur(s)                                                                                      |
| -------------------- | ------------------------ | ---------------------------------------------------------------------------------------------- |
| Anna Oxa             | Sali (Canto dell'anima)  | A. Oxa, F. Bianconi, Kaballà et F. Zanotti                                                     |
| Ariete               | Mare di guai             | Ariete, Calcutta, Dardust et V. Centrella                                                      |
| Articolo 31          | Un bel viaggio           | J-Ax, Grido, F. Abbate, DJ Jad, Wlady, A. Colangelo et D. Silvestri                            |
| Colapesce Dimartino  | Splash                   | Colapesce et Dimartino                                                                         |
| Colla Zio            | Non mi va                | T. Bernasconi, T. Manzoni, A. Arminio, A. Malatesta, F. Lamperti et G. Pesenti                 |
| Coma_Cose            | L'addio                  | F. Zanardelli, F. Mesiano, F. Dalè et C. Frigerio                                              |
| Elodie               | Due                      | Elodie, F. Abbate, J. Ettorre et F. Catitti                                                    |
| Gianluca Grignani    | Quando ti manca il fiato | G. Grignani et E. Melozzi                                                                      |
| gIANMARIA            | Mostro                   | Gianmaria, G. Manilardi, V. Petrozzino, A. Filippelli et V. Centrella                          |
| Giorgia              | Parole dette male        | A. Bianco, F. Roccati, M. Dagani et M. M. G. Fracchiolla                                       |
| I Cugini di Campagna | Lettera 22               | V. Lucchesi, D. Mangiaracina et F. Gargiulo                                                    |
| Lazza                | Cenere                   | Lazza, D. Petrella et Dardust                                                                  |
| LDA                  | Se poi domani            | LDA, F. D'Alessio et A. Caiazza                                                                |
| Leo Gassmann         | Terzo cuore              | R. Zanotti, L. Gassmann, G. Pesenti et M. Paganelli                                            |
| Levante              | Vivo                     | Levante                                                                                        |
| Madame               | Il bene nel male         | Madame, N. Biasin e I. Sinigaglia                                                              |
| Mara Sattei          | Duemilaminuti            | D. David, Thasup et E. Brun                                                                    |
| Marco Mengoni        | Due vite                 | M. Mengoni, D. Petrella e D. Simonetta                                                         |
| Modà                 | Lasciami                 | F. Silvestre et E. Palmosi                                                                     |
| Mr. Rain             | Supereroi                | Mr. Rain, F. Abbate e L. Vizzini                                                               |
| Olly                 | Polvere                  | Olly, E. Lovito e J. Boverod                                                                   |
| Paola e Chiara       | Furore                   | J. Ettorre, A. La Cava, P. Iezzi, C. Iezzi, F. Mercuri, G. Cremona, L. Grillotti et E. Maimone |
| Rosa Chemical        | Made in Italy            | R. Chemical, P. Antonacci, O. Inglese et D. Simonetta                                          |
| Sethu                | Cause perse              | M. De Lauri et G. De Lauri                                                                     |
| Shari                | Egoista                  | Shari, M. Pisciottu, L. Fenudi e R. Puddu                                                      |
| Tananai              | Tango                    | Tananai, P. Antonacci, A. Raina e D. Simonetta                                                 |
| Ultimo               | Alba                     | Ultimo                                                                                         |
| Will                 | Stupido                  | Will, S. Cremonini e A. Pugliese                                                               |

1. 1 2 3 4 5 6  Accède au Festival après avoir fait partie des six premiers de Sanremo Giovani 2022.

## Soirées

### Première soirée
Lors de cette première soirée, quatorze des vingt-huit chansons sont interprétées. Un vote a également lieu. Il est composé pour 33 % du vote d'un jury « presse et TV », pour 33 % du vote d'un jury « web » et pour 34 % du vote d'un jury « radio »
| Ordre | Artiste              | Chanson                  | Vote 1re soirée          | Vote 1re soirée | Vote 1re soirée   | Vote 1re soirée | Classement général |
| Ordre | Artiste              | Chanson                  | Jury presse et TV (33 %) | Jury web (33 %) | Jury radio (34 %) | Moyenne         | Classement général |
| ----- | -------------------- | ------------------------ | ------------------------ | --------------- | ----------------- | --------------- | ------------------ |
| 1     | Anna Oxa             | Sali (Canto dell'anima)  | 14e                      | 14e             | 14e               | 14e place       | 26e place          |
| 2     | gIANMARIA            | Mostro                   | 13e                      | 13e             | 11e               | 12e place       | 22e place          |
| 3     | Mr. Rain             | Supereroi                | 10e                      | 8e              | 7e                | 9e place        | 17e place          |
| 4     | Marco Mengoni        | Due vite                 | 1er                      | 1er             | 1er               | 1re place       | 1re place          |
| 5     | Ariete               | Mare di guai             | 11e                      | 10e             | 12e               | 11e place       | 20e place          |
| 6     | Ultimo               | Alba                     | 4e                       | 7e              | 10e               | 4e place        | 10e place          |
| 7     | Coma_Cose            | L'addio                  | 2es                      | 5es             | 2es               | 3e place        | 6e place           |
| 8     | Elodie               | Due                      | 3e                       | 2e              | 3e                | 2e place        | 5e place           |
| 9     | Leo Gassmann         | Terzo cuore              | 6e                       | 4e              | 5e                | 5e place        | 11e place          |
| 10    | I Cugini di Campagna | Lettera 22               | 5es                      | 8es             | 9es               | 8e place        | 15e place          |
| 11    | Gianluca Grignani    | Quando ti manca il fiato | 7e                       | 13e             | 8e                | 10e place       | 19e place          |
| 12    | Olly                 | Polvere                  | 12e                      | 12e             | 13e               | 13e place       | 23e place          |
| 13    | Colla Zio            | Non mi va                | 8es                      | 6es             | 6es               | 7e place        | 13e place          |
| 14    | Mara Sattei          | Duemilaminuti            | 9e                       | 3e              | 4e                | 6e place        | 12e place          |

### Deuxième soirée
Lors de la deuxième soirée, les quatorze chansons restantes interprétées. Un vote a également lieu, selon le même système de vote que la soirée précédente, permettant d'établir un classement général des 28 chansons en compétition.
| Ordre | Artiste               | Chanson           | Vote 2e soirée           | Vote 2e soirée  | Vote 2e soirée    | Vote 2e soirée | Classement général |
| Ordre | Artiste               | Chanson           | Jury presse et TV (33 %) | Jury web (33 %) | Jury radio (34 %) | Moyenne        | Classement général |
| ----- | --------------------- | ----------------- | ------------------------ | --------------- | ----------------- | -------------- | ------------------ |
| 1     | Will                  | Stupido           | 12e                      | 10e             | 13e               | 12e place      | 25e place          |
| 2     | Modà                  | Lasciami          | 8e                       | 12e             | 10e               | 10e place      | 21e place          |
| 3     | Sethu                 | Cause perse       | 13e                      | 14e             | 12e               | 14e place      | 28e place          |
| 4     | Articolo 31           | Un bel viaggio    | 7es                      | 9es             | 9es               | 9e place       | 18e place          |
| 5     | Lazza                 | Cenere            | 6e                       | 4e              | 3e                | 4e place       | 7e place           |
| 6     | Giorgia               | Parole dette male | 4e                       | 3e              | 7e                | 5e place       | 8e place           |
| 7     | Colapesce & Dimartino | Splash            | 1ers                     | 5es             | 1ers              | 1re place      | 2e place           |
| 8     | Shari                 | Egoista           | 14e                      | 13e             | 14e               | 13e place      | 27e place          |
| 9     | Madame                | Il bene nel male  | 2e                       | 1re             | 2e                | 2e place       | 3e place           |
| 10    | Levante               | Vivo              | 9e                       | 8e              | 9e                | 8e place       | 16e place          |
| 11    | Tananai               | Tango             | 3e                       | 2e              | 4e                | 3e place       | 4e place           |
| 12    | Rosa Chemical         | Made in Italy     | 5e                       | 6e              | 5e                | 6e place       | 9e place           |
| 13    | LDA                   | Se poi domani     | 11e                      | 11e             | 11e               | 11e place      | 24e place          |
| 14    | Paola e Chiara        | Furore            | 10es                     | 7es             | 6es               | 7e place       | 14e place          |

### Troisième soirée
Lors de la troisième soirée, les 28 artistes en compétition se produisent. Le vote de la soirée est constitué pour 50 % du vote d'un jury démoscopique de trois cents personnes, et du télévote italien pour 50 %. Un classement général est formé par l'agrégation des votes des trois soirées.
| Ordre | Artiste               | Chanson                  | Vote 3e soirée           | Vote 3e soirée  | Vote 3e soirée  | Vote 3e soirée | Classement général |
| Ordre | Artiste               | Chanson                  | Jury démoscopique (50 %) | Télévote (50 %) | Télévote (50 %) | Moyenne        | Classement général |
| Ordre | Artiste               | Chanson                  | Jury démoscopique (50 %) | %               | Place           | Moyenne        | Classement général |
| ----- | --------------------- | ------------------------ | ------------------------ | --------------- | --------------- | -------------- | ------------------ |
| 1     | Paola & Chiara        | Furore                   | 16                       | 1,80%           | 16              | 17             | 14e place          |
| 2     | Mara Sattei           | Duemilaminuti            | 14                       | 1,21%           | 19              | 18             | 18e place          |
| 3     | Rosa Chemical         | Made in Italy            | 13                       | 3,93%           | 6               | 7              | 7e place           |
| 4     | Gianluca Grignani     | Quando ti manca il fiato | 17                       | 3,17%           | 8               | 8              | 12e place          |
| 5     | Levante               | Vivo                     | 18                       | 0,66%           | 24              | 23             | 21e place          |
| 6     | Tananai               | Tango                    | 8                        | 4,32%           | 5               | 5              | 5e place           |
| 7     | Lazza                 | Cenere                   | 9                        | 9,86%           | 4               | 4              | 4e place           |
| 8     | LDA                   | Se poi domani            | 22                       | 2,96%           | 9               | 13             | 15e place          |
| 9     | Madame                | Il bene nel male         | 7                        | 3,51%           | 7               | 6              | 6e place           |
| 10    | Ultimo                | Alba                     | 11                       | 18,83%          | 1               | 1              | 2e place           |
| 11    | Elodie                | Due                      | 5                        | 2,08%           | 13              | 10             | 9e place           |
| 12    | Mr. Rain              | Supereroi                | 2                        | 12,21%          | 3               | 3              | 3e place           |
| 13    | Giorgia               | Parole dette male        | 6                        | 2,25%           | 12              | 9              | 10e place          |
| 14    | Colla Zio             | Non mi va                | 19                       | 0,83%           | 22              | 21             | 20e place          |
| 15    | Marco Mengoni         | Due vite                 | 1                        | 16,50%          | 2               | 2              | 1re place          |
| 16    | Colapesce & Dimartino | Splash                   | 3                        | 2,04%           | 14              | 11             | 8e place           |
| 17    | Coma_Cose             | L’addio                  | 4                        | 1,99%           | 15              | 12             | 11e place          |
| 18    | Leo Gassmann          | Terzo cuore              | 10                       | 0,80%           | 23              | 19             | 19e place          |
| 19    | I Cugini di Campagna  | Lettera 22               | 21                       | 0,62%           | 25              | 21             | 22e place          |
| 20    | Olly                  | Polvere                  | 24                       | 0,84%           | 21              | 24             | 24e place          |
| 21    | Anna Oxa              | Sali (canto dell’anima)  | 26                       | 1,51%           | 18              | 20             | 25e place          |
| 22    | Articolo 31           | Un bel viaggio           | 12                       | 1,54%           | 17              | 16             | 17e place          |
| 23    | Ariete                | Mare di guai             | 20                       | 2,26%           | 11              | 15             | 16e place          |
| 24    | Sethu                 | Cause perse              | 28                       | 0,23%           | 27              | 28             | 28e place          |
| 25    | Shari                 | Egoista                  | 27                       | 0,22%           | 28              | 27             | 27e place          |
| 26    | gIANMARIA             | Mostro                   | 23                       | 0,89%           | 20              | 22             | 23e place          |
| 27    | Modà                  | Lasciami                 | 15                       | 2,52%           | 10              | 14             | 13e place          |
| 28    | Will                  | Stupido                  | 25                       | 0,38%           | 26              | 26             | 26e place          |

### Quatrième soirée
Lors de la quatrième soirée, les vingt-huit artistes interprètent une reprise d'une chanson originellement publiée dans les années 1960, 1970, 1980, 1990 ou 2000. Chaque artiste peut s'accompagner d'un invité. Le vote est constitué pour 33 % du vote du jury démoscopique, pour 33 % du vote de la salle de presse et pour 34 % du télévote italien. Un classement général est formé par l'agrégation du vote des quatre soirées.
| Ordre | Artiste et invité                                      | Chanson (Interprète d'origine)                                       | Vote 4e soirée           | Vote 4e soirée         | Vote 4e soirée  | Vote 4e soirée |
| Ordre | Artiste et invité                                      | Chanson (Interprète d'origine)                                       | Jury démoscopique (33 %) | Salle de presse (33 %) | Télévote (34 %) | Total          |
| ----- | ------------------------------------------------------ | -------------------------------------------------------------------- | ------------------------ | ---------------------- | --------------- | -------------- |
| 1     | Ariete avec Sangiovanni                                | Centro di gravità permanente (Franco Battiato)                       | 28e                      | 28e                    | 2,96 %          | 17e            |
| 2     | Will avec Michele Zarrillo                             | Cinque giorni (Michele Zarrillo)                                     | 23e                      | 26e                    | 0,99 %          | 25e            |
| 3     | Elodie avec BigMama                                    | American Woman (The Guess Who)                                       | 4e                       | 3e                     | 1,93 %          | 7e             |
| 4     | Olly avec Lorella Cuccarini                            | La notte vola (Lorella Cuccarini)                                    | 18e                      | 20e                    | 1,01 %          | 20e            |
| 5     | Ultimo avec Eros Ramazzotti                            | Medley (Eros Ramazzotti)                                             | 13e                      | 12e                    | 20,55 %         | 2e             |
| 6     | Lazza avec Emma Marrone et Laura Marzadori             | La fine (Nesli)                                                      | 3e                       | 4e                     | 11,89 %         | 3e             |
| 7     | Tananai avec Don Joe et Biagio Antonacci               | Vorrei cantare come Biagio (Simone Cristicchi)                       | 5e                       | 5e                     | 4,32 %          | 6e             |
| 8     | Shari avec Salmo                                       | Medley (Zucchero)                                                    | 26e                      | 27e                    | 0,64 %          | 28e            |
| 9     | Gianluca Grignani avec Arisa                           | Destinazione Paradiso (Gianluca Grignani)                            | 10e                      | 9e                     | 2,63 %          | 8e             |
| 10    | Leo Gassmann avec Edoardo Bennato et Quartetto Flegreo | Medley (Edoardo Bennato)                                             | 8e                       | 11e                    | 1,44 %          | 13e            |
| 11    | Articolo 31 avec Fedez                                 | Medley (Articolo 31)                                                 | 6es                      | 16es                   | 2,10 %          | 9es            |
| 12    | Giorgia avec Elisa                                     | Luce (tramonti a nord est) (Elisa) / Di sole e d’azzurro (Giorgia)   | 1re                      | 1re                    | 7,81 %          | 4e             |
| 13    | Colapesce & Dimartino avec Carla Bruni                 | Azzurro (Adriano Celentano)                                          | 20es                     | 6es                    | 0,95 %          | 15es           |
| 14    | Cugini di Campagna avec Paolo Vallesi                  | La forza della vita (Paolo Vallesi) / Anima mia (Cugini di Campagna) | 25es                     | 24es                   | 0,71 %          | 24es           |
| 15    | Marco Mengoni avec The Kingdom Choir                   | Let It Be (The Beatles)                                              | 2e                       | 2e                     | 20,58 %         | 1er            |
| 16    | gIANMARIA avec Manuel Agnelli                          | Quello che non c’è (Afterhours)                                      | 22e                      | 14e                    | 1,20 %          | 16e            |
| 17    | Mr. Rain avec Fasma                                    | Qualcosa di grande (Lùnapop)                                         | 11e                      | 25e                    | 6,46 %          | 5e             |
| 18    | Madame avec Izi                                        | Via del Campo (Fabrizio De André)                                    | 12e                      | 8e                     | 1,99 %          | 11e            |
| 19    | Coma_Cose avec Baustelle                               | Sarà perché ti amo (Ricchi e Poveri)                                 | 7es                      | 17es                   | 0,65 %          | 18es           |
| 20    | Rosa Chemical avec Rose Villain                        | America (Gianna Nannini)                                             | 21e                      | 7e                     | 1,80 %          | 12e            |
| 21    | Modà avec Le Vibrazioni                                | Vieni da me (Le Vibrazioni)                                          | 14e                      | 18e                    | 2,49 %          | 10e            |
| 22    | Levante avec Renzo Rubino                              | Vivere (Vasco Rossi)                                                 | 19e                      | 23e                    | 0,39 %          | 26e            |
| 23    | Anna Oxa avec Iljard Shaba                             | Un’emozione da poco (Anna Oxa)                                       | 24e                      | 21e                    | 0,90 %          | 23e            |
| 24    | Sethu avec Bnkr44                                      | Charlie fa surf (Baustelle)                                          | 27e                      | 22e                    | 0,34 %          | 27e            |
| 25    | LDA avec Alex Britti                                   | Oggi sono io (Alex Britti)                                           | 16e                      | 13e                    | 1,48 %          | 14e            |
| 26    | Mara Sattei avec Noemi                                 | L’amour toujours (I’ll Fly with You) (Gigi D’Agostino)               | 9e                       | 19e                    | 0,48 %          | 22e            |
| 27    | Paola & Chiara avec Merk & Kremont                     | Medley (Paola & Chiara)                                              | 15es                     | 15es                   | 0,85 %          | 19es           |
| 28    | Colla Zio avec Ditonellapiaga                          | Salirò (Daniele Silvestri)                                           | 17es                     | 10es                   | 0,48 %          | 21es           |

1. ↑  Adesso tu, Più bella cosa et Un'emozione per sempre.
2. ↑  A cosa serve la guerra, L'isola che non c'è et Il rock di Capitan Uncino.
3. ↑  L'italiano medio, Domani smetto, Spirale ovale, Gente che spera, Volume, La fidanzata, Ohi Maria, Il funkytarro, Tranqi Funky et Un urlo.

### Cinquième soirée − Finale
Cette soirée constitue la finale du Festival. Elle se divise en deux. D'abord, les vingt-huit artistes interprètent leur chanson, puis un premier vote, constitué uniquement du télévote italien, a lieu. Le classement est ensuite agrégé à celui des soirées précédentes pour donner un dernier classement.

Les cinq meilleurs classés sont ensuite soumis au vote une seconde fois. Pour cette seconde phase, tous les votes précédents sont ignorés et seul le vote de la seconde phase est pris en compte. Il est constitué pour 33 % du vote du jury démoscopique, 33 % du vote de la salle de presse et 34 % du télévote italien. L'artiste le mieux placé au terme de la procédure est déclaré vainqueur.
- Qualifiés
- Première place
- Deuxième place
- Troisième place

| Ordre | Artiste               | Chanson                  | Vote 5e soirée (télévote) | Vote 5e soirée (télévote) | Classement général |
| Ordre | Artiste               | Chanson                  | %                         | Place                     | Classement général |
| ----- | --------------------- | ------------------------ | ------------------------- | ------------------------- | ------------------ |
| 1     | Elodie                | Due                      | 2,34%                     | 10                        | 9                  |
| 2     | Colla Zio             | Non mi va                | 0,53%                     | 21                        | 20                 |
| 3     | Mara Sattei           | Duemilaminuti            | 0,66%                     | 18                        | 19                 |
| 4     | Tananai               | Tango                    | 6,30%                     | 5                         | 5                  |
| 5     | Colapesce & Dimartino | Splash                   | 2,01%                     | 11                        | 10                 |
| 6     | Giorgia               | Parole dette male        | 2,44%                     | 9                         | 6                  |
| 7     | Modà                  | Lasciami                 | 2,70%                     | 8                         | 11                 |
| 8     | Ultimo                | Alba                     | 15,67%                    | 2                         | 2                  |
| 9     | Lazza                 | Cenere                   | 13,88%                    | 4                         | 3                  |
| 10    | Marco Mengoni         | Due vite                 | 21,19%                    | 1                         | 1                  |
| 11    | Rosa Chemical         | Made in Italy            | 3,68%                     | 7                         | 8                  |
| 12    | I Cugini di Campagna  | Lettera 22               | 0,74%                     | 16                        | 21                 |
| 13    | Madame                | Il bene nel male         | 3,94%                     | 6                         | 7                  |
| 14    | Ariete                | Mare di guai             | 1,71%                     | 12                        | 14                 |
| 15    | Mr. Rain              | Supereroi                | 14,80%                    | 3                         | 4                  |
| 16    | Paola e Chiara        | Furore                   | 0,62%                     | 19                        | 17                 |
| 17    | Levante               | Vivo                     | 0,42%                     | 24                        | 23                 |
| 18    | LDA                   | Se poi domani            | 1,11%                     | 13                        | 15                 |
| 19    | Coma_Cose             | L'addio                  | 0,94%                     | 15                        | 13                 |
| 20    | Olly                  | Polvere                  | 0,42%                     | 25                        | 24                 |
| 21    | Articolo 31           | Un bel viaggio           | 0,71%                     | 17                        | 16                 |
| 22    | Will                  | Stupido                  | 0,19%                     | 26                        | 26                 |
| 23    | Leo Gassmann          | Terzo cuore              | 0,49%                     | 23                        | 18                 |
| 24    | Gianmaria             | Mostro                   | 0,59%                     | 20                        | 22                 |
| 25    | Anna Oxa              | Sali (Canto dell'anima)  | 0,52%                     | 22                        | 25                 |
| 26    | Shari                 | Egoista                  | 0,09%                     | 28                        | 27                 |
| 27    | Gianluca Grignani     | Quando ti manca il fiato | 1,07%                     | 14                        | 12                 |
| 28    | Sethu                 | Cause perse              | 0,11%                     | 27                        | 28                 |

| Ordre | Artiste       | Chanson   | Résultats             | Résultats               | Résultats      | Résultats | Place |
| Ordre | Artiste       | Chanson   | Salle de presse (33%) | Jury démoscopique (33%) | Télévote (34%) | Total     | Place |
| ----- | ------------- | --------- | --------------------- | ----------------------- | -------------- | --------- | ----- |
| 1     | Ultimo        | Alba      | 5e                    | 4e                      | 20,39%         | 12,25%    | 4     |
| 2     | Tananai       | Tango     | 3e                    | 5e                      | 11,15%         | 11,15%    | 5e    |
| 3     | Lazza         | Cenere    | 2e                    | 3e                      | 18,28%         | 16,64%    | 2e    |
| 4     | Marco Mengoni | Due vite  | 1er                   | 1er                     | 32,31%         | 45,53%    | 1er   |
| 5     | Mr. Rain      | Supereroi | 4e                    | 2e                      | 17,87%         | 14,43%    | 3e    |

La soirée s'achève donc sur la victoire de Marco Mengoni, avec sa chanson Due vite.

## Audiences
| Soirée | Date            | 1re partie      | 1re partie | 2de partie      | 2de partie | Moyenne         | Moyenne | Références |
| Soirée | Date            | Télespectateurs | PDM        | Télespectateurs | PDM        | Télespectateurs | PDM     | Références |
| ------ | --------------- | --------------- | ---------- | --------------- | ---------- | --------------- | ------- | ---------- |
| I      | 7 février 2023  | 14 170 000      | 61,68 %    | 6 271 000       | 64,83 %    | 10 757 000      | 62,4 %  | [ 6 ]      |
| II     | 8 février 2023  | 14 087 000      | 61,07 %    | 6 281 000       | 65,72 %    | 10 545 000      | 62,3 %  | [ 7 ]      |
| III    | 9 février 2023  | 13 341 000      | 57,20 %    | 5 584 000       | 58,37 %    | 9 240 000       | 57,6 %  | [ 8 ]      |
| IV     | 10 février 2023 | 15 046 000      | 65,16 %    | 7 041 000       | 69,72 %    | 11 121 000      | 66,5 %  | [ 9 ]      |
| Finale | 11 février 2023 | 14 423 000      | 62,70 %    | 9 490 000       | 73,65 %    | 12 256 000      | 66,0 %  | [ 10 ]     |

## À l'Eurovision
Le lendemain de sa victoire, Marco Mengoni annonce qu'il représentera l'Italie au Concours Eurovision de la chanson 2023, à Liverpool au Royaume-Uni.

En tant que membre du Big 5, l'Italie est automatiquement qualifiée pour la finale du samedi 13 mai 2023. Marco atteint la 4e place (sur 26) du concours avec 350 points: 176 du jury et 174 du public.
En marge de la finale du Concours, la chanson Due vite reçoit le prix Marcel-Bezençon de la meilleure composition, attribué par les compositeurs participants.
Les deux demi-finales sont retransmises sur Rai 2 et la finale, sur Rai 1. Les trois shows sont commentés par Gabriele Corsi et Mara Maionchi.

Les trois shows sont également retransmis à la radio, sur Rai Radio 2, avec les commentaires de Mariolina Simone, Diletta Parlangeli et Saverio Raimondo.

La finale a réuni 4,9 millions de téléspectateurs à travers l'Italie, soit une part d'audience de 34%. Il s'agit donc de la deuxième finale de l'Eurovision la plus regardée en Italie, derrière celle de l'année précédente, qui se déroulait dans le pays.

### Votes
Les membres du jury italien sont:
- Carlo Massarini, journaliste et animateur de radio, président du jury;
- Fabrizio D'Alessio, acteur et animateur de radio;
- Tiziana Donati, dite Tosca, chanteuse;
- Maria Grazia Fontana, musicienne et coach vocale;
- Stefania Zizzari, journaliste.

Leurs votes sont présentés lors de la finale par Kaze.

#### Points attribués par l'Italie[16]
| 12 points | Israël   |
| 10 points | Ukraine  |
| 8 points  | Suède    |
| 7 points  | Tchéquie |
| 6 points  | Estonie  |
| 5 points  | Arménie  |
| 4 points  | Suisse   |
| 3 points  | Lituanie |
| 2 points  | Belgique |
| 1 point   | Serbie   |

| 12 points | Moldavie |
| 10 points | Norvège  |
| 8 points  | Ukraine  |
| 7 points  | Albanie  |
| 6 points  | Finlande |
| 5 points  | Israël   |
| 4 points  | Croatie  |
| 3 points  | Suède    |
| 2 points  | Tchéquie |
| 1 point   | Suisse   |